# Кучук-Бурчи
Кучук-Бурчи (укр. Кучук-Бурчі, крымскотат. Küçük Burçı, Кучюк Бурчы) — исчезнувшее село в Первомайском районе Республики Крым, располагавшееся в центре района, в степной части Крыма, примерно в 1 километре северо-западнее современного села Дальнее.

## История
Первое документальное упоминание села встречается в Камеральном Описании Крыма… 1784 года, судя по которому, в последний период Крымского ханства Кучук беручи входил в Караул кадылык Перекопского каймаканства. После присоединения Крыма к России (8) 19 апреля 1783 года, (8) 19 февраля 1784 года, именным указом Екатерины II сенату, на территории бывшего Крымского Ханства была образована Таврическая область и деревня была приписана к Перекопскому уезду. После Павловских реформ, с 1796 по 1802 год, входила в Акмечетский уезд Новороссийской губернии. По новому административному делению, после создания 8 (20) октября 1802 года Таврической губернии, Биюк-Бурчи был включён в состав Кучук-Кабачской волости Перекопского уезда.
По Ведомости о всех селениях в Перекопском уезде состоящих с показанием в которой волости сколько числом дворов и душ… от 21 октября 1805 года, в деревне Кучук Бурчи числилось 10 дворов, 40 крымских татар и 5 крымских цыган. На военно-топографической карте генерал-майора Мухина 1817 года деревня Кучук барши обозначена с 8 дворами. После реформы волостного деления 1829 года Кучук Бурчи, согласно «Ведомости о казённых волостях Таврической губернии 1829 года» отнесли к Агъярской волости (переименованной из Кучук-Кабачской). Затем, видимо, вследствие эмиграции крымских татар в Турцию, деревня заметно опустела и на карте 1836 года в деревне 3 двора, а на карте 1842 года Кучюк-Бурчи обозначен условным знаком «малая деревня», то есть, менее 5 дворов.
В 1860-х годах, после земской реформы Александра II, деревню приписали к Григорьевской волости того же уезда. Согласно «Памятной книжке Таврической губернии за 1867 год», деревня была покинута жителями, в результате эмиграции крымских татар 1860—1864 годов, особенно массовой после Крымской войны 1853—1856 годов, в Турцию и лежала в развалинах. В дальнейшем в доступных источниках встречается.